# Beech Bottom
Beech Bottom est un village américain situé dans le comté de Brooke en Virginie-Occidentale.
Selon le recensement de 2010, Beech Bottom compte 523 habitants. La municipalité s'étend sur 1,87 milles carrés (4,84 km2), dont 1,16 milles carrés (3 km2) de terres.